# Хлобыстов, Андрей Николаевич
Андрей Николаевич Хло́быстов (англ. Andrei N. Khlobystov; 31 декабря 1974 года, деревня Микилята (ныне в черте города Котельнич), Кировская область, СССР) — российский и британский химик, профессор наноматериаловедения, член Королевского химического общества (2012), член Королевского общества университетских исследований (2005). Является Директором Ноттингемского Центра нанотехнологий и нанонауки.
Индекс Хирша — больше 42.

## Биография
Родился 31 декабря 1974 года в деревне Микилята Котельничского района. Отец — Николай Семёнович Хлобыстов, мать — Наталия Максимовна.
В начале 1990-х годов окончил среднюю школу № 1 города Котельнич. После школы поступил на факультет химии Московского государственного университета, который окончил с отличием в 1997 году. Затем переехал в Великобританию и поступил на кафедру материаловедения Оксфордского университета в качестве постдокторанта. В 2002 году получил степень по химии в Ноттингемском университете (Великобритания).
Имеет российское и британское гражданство. Проживает в Ноттингеме, Великобритания, где является директором Исследовательского центра наномасштабов и микромасштабов, председатель Междисциплинарного центра аналитических наук Ноттингемского университета (UNICAS) и руководитель приоритетной области передовых исследований молекулярных материалов в Ноттингемском университете.

## Научные достижения
- Методика сбора молекулярной матрицы в углеродных нанотрубках.

- Первая химическая реакция внутри углеродных нанотрубок.

- Синтез графеновых нанолент в углеродных нанотрубках.

- Управление каталитическими и электрокаталитическими реакциями в углеродных нанотрубках.

- Реальное отображение механизмов химических реакций методом ПЭМ.[5]

Андрей Хлобыстов провел химическую реакцию внутри углеродных нанотрубок и продемонстрировал, что наноразмерное ограничение может привести к появлению новых продуктов, недоступных для других синтетических методов. Его команда обнаружила важные механизмы взаимодействия между углеродными наноструктурами и молекулами или наночастицами, которые позволили разработать системы нанореакторов с настраиваемым размером и функциональностью. Нанореакторы применялись для ряда реакций, включая каталитические и электрохимические процессы, в которых молекулярные превращения контролируются на наноуровне. ПЭМ остается ключевым элементом исследований профессора Хлобыстова не только для определения структурных характеристик отдельных молекул, но и как новый инструмент для изучения и открытия химических реакций в наномасштабе.
Известен как один из разработчиков оригинального метода создания графеновых нанолент с помощью однослойных углеродных нанотрубок. Это новые перспективные материалы для электроники и спинтроники.
В 2016 году, при открытии Центра нано- и микроисследований (nmRC) в Ноттингемском университете, возглавил команду, которая с помощью сканирующего электронного микроскопа сфокусированным ионным пучком (FIB-SEM) выгравировала на волосах корги послание о дне рождения в честь 90-летия королевы Елизаветы II. В 2020 году Андрей Николаевич возглавил команду, которая впервые сняла на видео разрыв химической связи между двумя атомами металла. Эта работа последовала за предыдущей работой, которая использовала эффект наблюдения, используя электронный луч для запуска химических реакций и обеспечения возможности их непосредственного наблюдения, эта технология получила название ChemTEM.
С 2021 года Хлобыстов является кандидатом на получение гранта программы MASI, которая исследует новые и не содержащие растворителей способы получения и понимания отдельных атомов металлов и нанокластеров металлов на поверхностях для использования в качестве катализаторов для электрохимического получения водорода, синтеза аммиака и восстановления углекислого газа.

## Награды и звания
- Удостоен стипендии Leverhulme Trust Early Career Fellowship в 2004 году;
- Удостоен исследовательской стипендии Университета Королевского общества в 2005 году;
- Европейская премия молодых исследователей (2006);
- Медаль Корде-Моргана;[12]
- Приз Королевского общества по химии (2015);
- Член Королевского химического общества (2013).
- Рекорд Гиннеса за создание самой маленькой «нанопробирки».[13]